# النسوية في اليابان

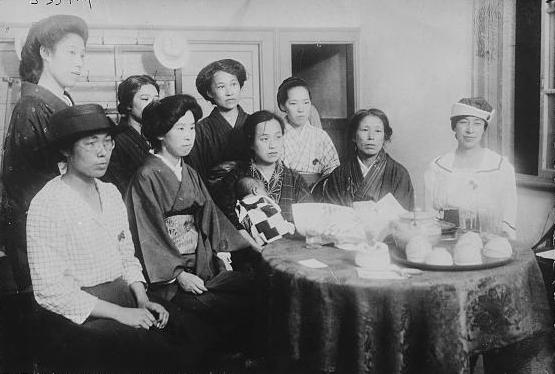
اجتماع مجموعة حقوق المرأة في طوكيو ، من أجل المطالبة بحق الاقتراع العام.

بدأت الحركة النسوية في اليابان في أواخر القرن التاسع عشر وبدايات القرن العشرين، يعتقد الكثيرون أن تلك الحركة بدأت كنتيجة لتسرب الأفكار الغربية إلى اليابان بعد استعراش مييجي عام 1868، بينما يرى آخرون أن النسوية في اليابان بدأت نتيجة للفكر الخارجي والياباني على حد سواء. تختلف النسوية اليابانية عن النسوية الغربية في أنها أقل تركيزًا على الاستقلالية الفردية.
اعتادت النساء اليابانيات قبل القرن التاسع عشر على طاعة الذكور، سواءً كان هذا الذكر أب، أو أخ، أو زوج، أو ابن؛ وعلى الرغم من ذلك، فإنه بعد استعراش ميجي؛ أُلغي النظام الإقطاعي وأُحدثت تغييرات في وضع المرأة، فمُنع الإتجار بالنساء، وسُمح للمرأة بطلب الطلاق، وأُتيح للفتية والفتيات، على حد سواء، الحصول على التعليم الابتدائي.
حدثت أيضًا المزيد من التغييرات في وضع المراة في أعقاب الحرب العالمية الثانية، إذ مُنحت النساء حق التصويت، ونصَّ الدستور الجديد لعام 1946 على حق المساواة بين الجنسين.
في أعقاب الحرب المناهضة لفيتنام عام 1970، نشأت حركة تحرير جديدة للمرأة تُدعى بحركة  ūman ribu (وتعني حرفيًا: حركة تحرير المرأة). تزامن ظهور هذه الحركة مع ظهور النسوية الراديكالية في الولايات المتحدة وفي بلاد أخرى، ما أحدث طفرة جديدة في النشاط النسوي خلال ثمانينات القرن العشرين وفي ما بعد. قدمت هذه الحركات نقدًا شاملًا لطبيعة هيمنة الذكور على اليابان الحديثة، وناقشت أيضًا إحداث تغيير جذري في النظام السياسي والاقتصادي وثقافة المجتمع، وهذا ما ميزها عن الحركات النسوية السابقة والتي ركزت على تحرير الجنس (性の解放). لم تكن تلك الحركة تهدف إلى تحقيق المساواة مع الرجال ولكن بدلًا من ذلك ركزت على حقيقة أنه يجب تحرير الرجال أيضًا من الجوانب القمعية للنظام الأبوي والرأسمالي.
في عام 1979، اعتمدت الجمعية العامة للأمم المتحدة، اتفاقية القضاء على جميع أنواع التمييز ضد المرأة، ووافقت اليابان على هذه الإتفاقية عام 1985. وبالرغم من هذه التغييرات، حصلت اليابان على علامات متدنية في دليل هيومانا العالمي لحقوق الإنسان؛ وذلك في أواخر عام 1986، بسبب وصف اليابان بأنها من أقل الدول الصناعية مساواة بين الرجل والمرأة.

## السياسة

### تشكيل جمعية المرأة الجديدة
في عام 1919، أنشأت هيراتسوكا رايتشو، بمساعدة من فوزاي إشيكاوا واوكو موميو، جمعية المرأة الجديدة: شين-فوجين كيوكاي. كان هدفهم هو إعمال حقوق الرعاية والإدماج من خلال إيجاد وتميز فئة أنثوية. في نوفمبر 1919، ألقت هيراتسوكا خطابًا في اتحاد عموم منطقة كانساي للمنظمات النسائية تحت عنوان: «نحو توحيد النساء»، وقد ذكرت فيه أنه إذا تمتعت المرأة بالحقوق، فإنها ستكون جزءًا من الدولة وستساعد في تقرير المستقبل.
في يناير التالي، صاغت إشيكاوا وهيراتسوكا مطلبين لجمعية المرأة الجديدة.
- أولًا، تعديل قانون شرطة السلام العامة، وهو صيغة منقحة لقانون عام 1890 المتعلق بالتجمع وتكوين الجمعيات السياسية، والذي كان يحظر على النساء الانضمام إلى أي حزب سياسي أو حضور أحداث سياسية أو المشاركة فيها.
- ثانيًا، الحماية من الأزواج والخُطاب المصابين بأمراض تناسلية. ينص القانون المدني المنقح لعام 1898 على أن المرأة التي ترتكب جريمة الزنا تكون عرضة للطلاق والسجن لمدة تصل إلى سنتين. ومع ذلك، لا تستطيع المرأة تطليق زوجها إذا ارتكب جريمة الزنا. في تحدٍ للمجتمع الأبوي، أرادت جمعية المرأة الجديدة إصلاحات تمكن المرأة من رفض الأزواج أو الخُطاب المصابين بأمراض تناسلية. أعدت الجمعية العرائض المطلوبة، مع مواجهة أي معارضة تحت ذريعة أن تلك التدابير ستمكن النساء من أن يصبحن زوجات وأمهات أفضل.[9]

أُعدت عريضتان. تناولت العريضة الأولى ضرورة منح حقوق المرأة وإشراك المرأة في الدولة عبر مراجعة قانون شرطة السلام العامة. تناولت العريضة الثانية الحاجة إلى حماية النساء بفحص أزواجهن المستقبليين للكشف عن الأمراض التي تُنقل عبر الاتصال الجنسي، وبالسماح للنساء ببدء إجراءات الطلاق والحصول على تعويض عن النفقات الطبية. انفض البرلمان قبل أن تصل العرائض إلى أعضاء المجلس. في 26 فبراير 1921، أقر مجلس النواب مشروع قانون يسمح للنساء بحضور الاجتماعات السياسية. أُبطل مشروع القانون في مجلس النظراء. في عام 1922، عدل البرلمان المادة 5 في قانون الشرطة لعام 1900، فُسمح للنساء بحضور التجمعات السياسية مع الاستمرار في منعهن من الانضمام إلى الأحزاب السياسية ومن التصويت.[بحاجة لمصدر]